# Tereza Mrdeža
Tereza Mrdeža (* 14. November 1990 in Pula) ist eine kroatische Tennisspielerin.

## Karriere
Mrdeža begann im Alter von sieben Jahren mit dem Tennisspielen. Auf Turnieren des ITF Women’s Circuit hat sie bislang acht Einzel- und vier Doppeltitel gewonnen.
Ihre erste Partie für die kroatische Fed-Cup-Mannschaft bestritt sie am 3. Februar 2012. Sie gewann ihr Doppel mit Ani Mijačika gegen die Luxemburgerinnen Anne Kremer und Claudine Schaul mit 6:1 und 6:3. Nach neun Fed-Cup-Partien hat sie fünf Siege zu Buche stehen.

## Turniersiege

### Einzel
| Nr. | Datum              | Turnier                  | Kategorie   | Belag     | Finalgegnerin      | Ergebnis       |
| --- | ------------------ | ------------------------ | ----------- | --------- | ------------------ | -------------- |
| 1.  | 29. Juni 2008      | Sarajevo                 | ITF $10.000 | Sand      | Jasmina Kajtazovic | 6:3, 6:0       |
| 2.  | 2. Oktober 2011    | Umag                     | ITF $10.000 | Sand      | Zuzana Zlochová    | 7:62, 4:6, 6:2 |
| 3.  | 27. Oktober 2014   | Margaret River           | ITF $25.000 | Hartplatz | Rebecca Peterson   | 6:3, 6:3       |
| 4.  | 20. September 2015 | Monterrey                | ITF $25.000 | Hartplatz | Alexa Guarachi     | 6:0, 6:72, 6:3 |
| 5.  | 22. Mai 2016       | Bol                      | ITF $10.000 | Sand      | Tena Lukas         | 6:4, 0:6, 6:1  |
| 6.  | 16. Oktober 2016   | Santa Margherita di Pula | ITF $25.000 | Sand      | Cindy Burger       | 6:3, 6:4       |
| 7.  | 9. September 2018  | Zagreb                   | ITF $60.000 | Sand      | Paula Ormaechea    | 2:6, 6:4, 7:5  |
| 8.  | 16. September 2018 | Santa Margherita di Pula | ITF $25.000 | Sand      | Anastasia Zarycká  | 2:6, 7:5, 6:4  |

### Doppel
| Nr. | Datum              | Turnier                  | Kategorie   | Belag | Partnerin        | Finalgegnerinnen                         | Ergebnis         |
| --- | ------------------ | ------------------------ | ----------- | ----- | ---------------- | ---------------------------------------- | ---------------- |
| 1.  | 19. November 2011  | Asunción                 | ITF $25.000 | Sand  | Julia Cohen      | Mailen Auroux María Irigoyen             | 6:3, 2:6, [10:5] |
| 2.  | 8. April 2012      | Jackson                  | ITF $25.000 | Sand  | Jelena Bowina    | Mailen Auroux Maria Irigoyen             | 6:3, 6:3         |
| 3.  | 29. April 2017     | Santa Margherita di Pula | ITF $25.000 | Sand  | Irina Maria Bara | Sara Cakarevic Nicoleta-Cătălina Dascălu | 6:4, 6:2         |
| 4.  | 30. September 2017 | Santa Margherita di Pula | ITF $25.000 | Sand  | Claudia Giovine  | Gabriela Cé Catalina Pella               | 6:3, 6:1         |

## Abschneiden bei Grand-Slam-Turnieren

### Einzel
| Turnier         | 2012 | 2013 | 2014 | 2015 | Karriere |
| --------------- | ---- | ---- | ---- | ---- | -------- |
| Australian Open | —    | Q    | —    | —    | Q        |
| French Open     | —    | Q    | —    | —    | Q        |
| Wimbledon       | —    | Q    | —    | —    | Q        |
| US Open         | Q    | Q    | —    | 1    | 1        |